# Merina (lud)
Merina – najliczniejsza spośród 18 grup etnicznych składających się na społeczeństwo Madagaskaru. Zamieszkują przede wszystkim historyczny region Imerina położony w centrum wyspy. W XVIII i XIX wieku władcy ludu Merina rozszerzyli granice swojego państwa i podporządkowali sobie niemal całe terytorium Madagaskaru. Dominacja ludu Merina skończyła się wraz z podbojem wyspy przez Francję w ostatnich latach XIX wieku.